# Kim Kardashian
Kimberly Noel Kardashian (Los Angeles, 21 de outubro de 1980) é uma empresária, modelo, atriz, influenciadora e socialite norte-americana, conhecida por protagonizar o reality show Keeping Up with the Kardashians, junto de sua família. Seu sucesso logo levou à criação de spin-offs incluindo Kourtney and Kim Take New York e Kourtney and Khloé Take Miami.
Nos últimos anos, cresceu com presença online e social, incluindo centenas de milhões de seguidores no Twitter e no Instagram. Lançou uma variedade de produtos ligados ao seu nome, incluindo o jogo para celular de 2014 Kim Kardashian: Hollywood, uma variedade de roupas e produtos, o livro fotográfico de 2015 Selfish e seu aplicativo pessoal homônimo. Seu relacionamento com o rapper Kanye West também recebeu uma cobertura significativa da mídia. O casal casou-se em 2014 e abriram pedido de divórcio em 2021. Eles têm quatro filhos juntos.
A revista Time incluiu Kim Kardashian em sua lista das 100 pessoas mais influentes de 2015, enquanto a Vogue a descreveu em 2016 como um "fenômeno da cultura pop". Críticos e admiradores também a descreveram como exemplo da noção de ser famoso por ser famoso. Ela foi relatada como a personalidade de reality show mais bem paga de 2015, com ganhos totais superiores a US$ 53 milhões. Em setembro de 2022, Kim Kardashian foi eleita como a pior celebridade nas redes sociais, através de um estudo com os 10 maiores influencers no Instagram feito pelo site Science Happiness.

## Biografia
Kimberly Noel Kardashian, nasceu no dia 21 de outubro de 1980, em Los Angeles, filha do advogado Robert Kardashian (1944—2003) e da empresária Kristen Houghton (1955). Ela tem uma irmã mais velha, Kourtney, outra mais nova, Khloé, e um irmão mais novo, Rob. Sua mãe tem ascendência neerlandesa, inglesa, irlandesa e escocesa, enquanto seu pai era um armênio-americano de terceira geração  que ganhou notoriedade em 1994, quando atuou como advogado de defesa do ator O. J. Simpson  (1947 – 2024), processado pelo assassinato de Nicole Brown Simpson e  Ron Goldman. Simpson era padrinho de Kim. Robert  morreu de câncer em 2003.
Após o divórcio de seus pais, em 1991, sua mãe casou-se novamente, naquele mesmo ano, com Bruce Jenner, vencedor nos Jogos Olímpicos de Verão de 1976 na categoria decatlo. Depois do novo casamento da mãe, Kim ganhou duas meio-irmãs, Kendall e Kylie Jenner, filhas de sua mãe com Jenner, além dos meio-irmãos adotivos - Burton, Brandon, Brody e Casey - filhos de casamentos anteriores de Jenner.
Kim estudou na Marymount High School, uma escola católica para meninas, localizada no Sunset Boulevard, em Bel Air, Los Angeles.  Na sua juventude, Kim era amiga próxima e stylist da socialite Paris Hilton, o que lhe rendeu atenção da mídia.

## Carreira

### 2003-06: Início
Kardashian teve sua primeira passagem pelo show business como amiga e estilista de Paris Hilton, aparecendo como convidada em vários episódios do reality show estrelado por Hilton, The Simple Life, entre 2003 e 2006.

### 2006-09: Ascensão comreality shows

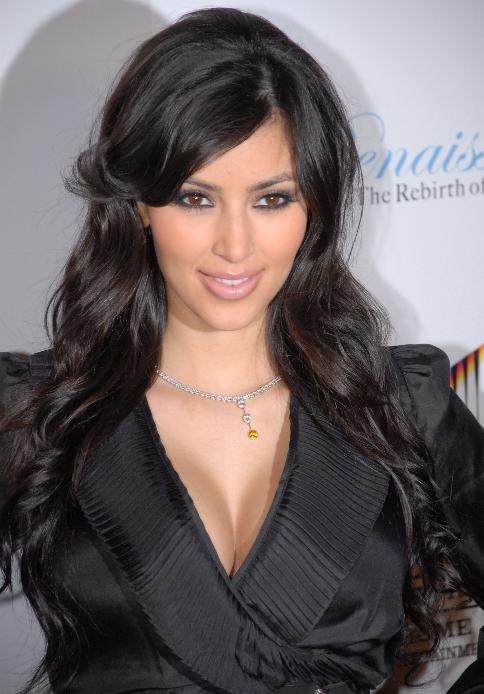
Kardashian em 2007

Em 2006, Kardashian entrou no mundo dos negócios com suas duas irmãs e abriu a boutique D-A-S-H em Calabasas, Califórnia. Em fevereiro de 2007, uma fita de sexo feita por Kardashian e Ray J em 2002 vazou. Kardashian entrou com um processo contra a Vivid Entertainment, que distribuiu o filme como Kim Kardashian, Superstar. Mais tarde, ela desistiu do processo e fez um acordo no valor de US$ 5 milhões, permitindo que a Vivid lançasse a fita. Vários meios de comunicação posteriormente criticaram ela e a família por usarem o lançamento da fita de sexo como um golpe publicitário para promover seu futuro reality show.
Em outubro de 2007, Kardashian, além de sua mãe Kris Jenner, seu padrasto Bruce Jenner (posteriormente Caitlyn), seus irmãos Kourtney, Khloé e Rob Kardashian e as meias-irmãs Kendall e Kylie Jenner, começaram a aparecer no reality show Keeping Up with the Kardashians que mostra o dia a dia da família. A série provou ser um sucesso para o canal E! E levou à criação de spin-offs, incluindo Kourtney and Kim Take New York e Kourtney and Kim Take Miami. Em um dos episódios, Kim discutiu uma oferta da revista Playboy para aparecer nua na revista. Em dezembro daquele ano, Kardashian posou em um ensaio nu para a revista.
Em 2008, ela fez sua estreia no cinema na paródia de filmes de catástrofes Disaster Movie, no qual ela apareceu como uma personagem chamada Lisa. Nesse mesmo ano, ela participou da sétima temporada de Dancing with the Stars, onde fez parceria com Mark Ballas. Kardashian foi a terceira participante a ser eliminada. Em janeiro de 2009, Kardashian fez uma participação especial durante um episódio da sitcom How I Met Your Mother, no episódio "Benefits". Em abril, ela lançou uma série de DVD de treinos através de sua produtora de televisão Kimsaprincess Productions, LLC, que viu o lançamento de três vídeos de treinos de sucesso, Fit in Your Jeans by Friday, com treinadores Jennifer Galardi e Patrick Goudeau. Kardashian interpretou Elle em quatro episódios da série de televisão Beyond the Break.
Kardashian tornou-se apresentadora convidada da WrestleMania XXIV e jurada convidada do America's Next Top Model em agosto daquele ano. Em setembro, a Fusion Beauty e a Seven Bar Foundation lançaram "Kiss Away Poverty", com Kardashian como o rosto da campanha. Para cada gloss LipFusion vendido, US$ 1 foi destinado para a fundação para financiar mulheres empresárias nos Estados Unidos. No mês seguinte, ela lançou sua primeira fragrância autointitulada "Kim Kardashian". Em dezembro de 2009, Kardashian fez uma aparição especial no programa da CBS, CSI: NY, com Vanessa Minnillo.

### 2010-13: Primeiras campanhas publicitárias
Em 2010, Kardashian se aventurou em várias campanhas publicitárias, incluindo comerciais de vários produtos alimentícios para a Carl's Jr. Em janeiro de 2010, ela estrelou como Summa Eve no filme Deep in the Valley. Em abril, Kardashian gerou polêmica sobre a maneira como ela segurou um gatinho para uma fotografia, segurando-o pela nuca. Com as irmãs Kourtney e Khloé, Kardashian está envolvida nas indústrias de varejo e moda. Elas lançaram várias coleções de roupas e fragrâncias. A organização de direitos dos animais PETA criticou Kardashian por usar repetidamente casacos de pele, e a nomeou como uma das cinco piores pessoas ou organizações de 2010 quando se tratava de bem-estar animal. Em junho, Kardashian apareceu juntamente com Kourtney e Khloé como elas mesmas no episódio de estreia da terceira temporada da série 90210.

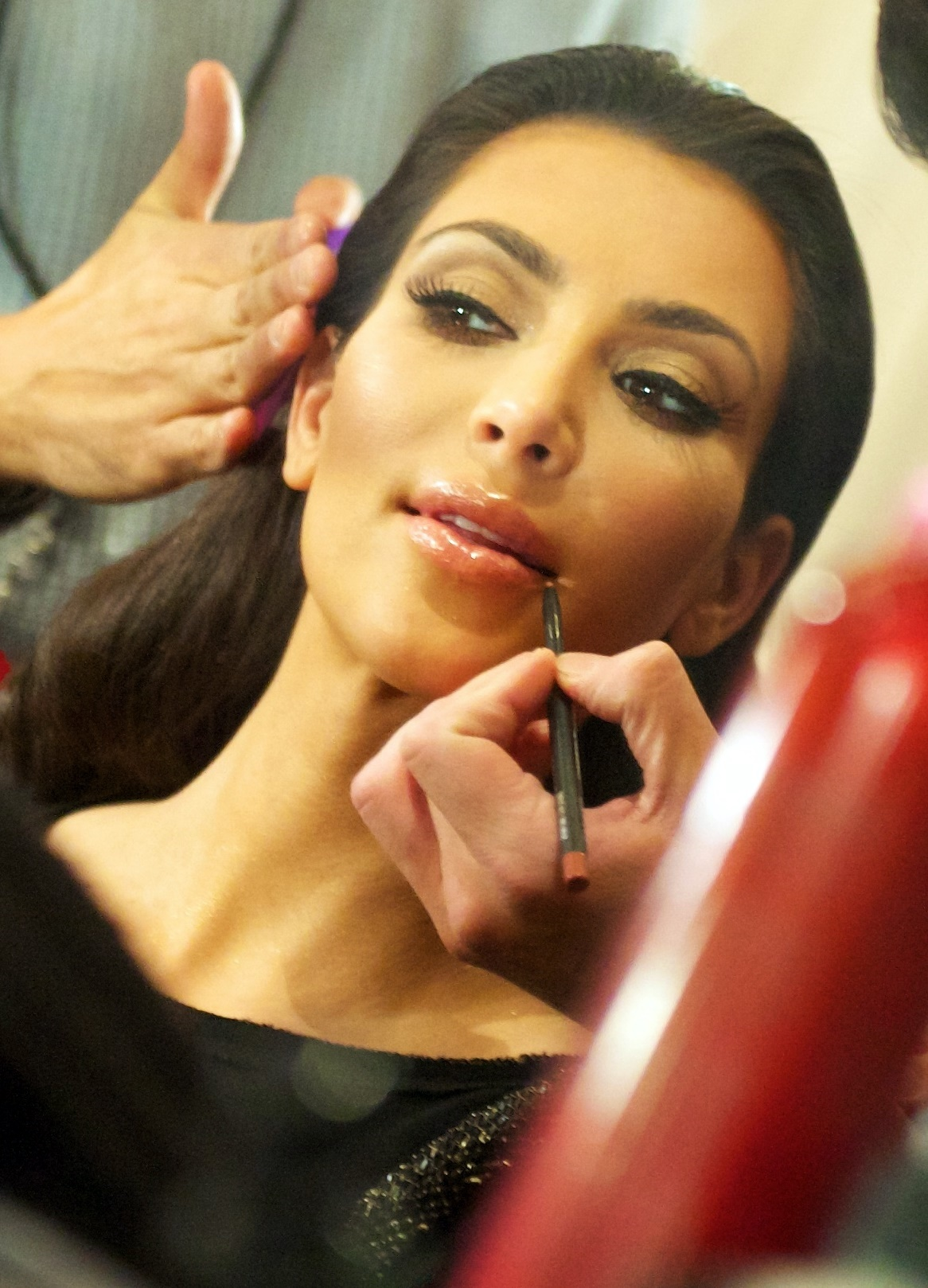
Kardashian em 2010.

Em 1 de julho de 2010, a filial de Nova Iorque do Madame Tussauds revelou uma figura de cera de Kardashian. Em novembro, Kardashian foi produtora de The Spin Crowd, um reality show sobre a Command PR, uma empresa de relações públicas de Nova Iorque dirigida por Jonathan Cheban e Simon Huck. O programa os acompanhou enquanto eles se acomodavam em seus novos escritórios em Los Angeles. Naquele mês, ela também apareceu na décima temporada de The Apprentice. Kim, Kourtney e Khloé escreveram uma autobiografia intitulada Kardashian Konfidential, que foi lançada nas lojas em 23 de novembro e apareceu na lista dos mais vendidos do The New York Times.
Em dezembro de 2010, Kardashian filmou um videoclipe para uma canção interpretada por ela, intitulada "Jam (Turn It Up)". O vídeo foi dirigido por Hype Williams, com Kanye West fazendo uma participação especial. A canção foi produzida por The-Dream e Tricky Stewart, e estreou durante a virada do ano em 31 de dezembro de 2010 no TAO Las Vegas. Foi lançada comercialmente em 2 de março de 2011, com parte do lucro sendo revertido para o St. Jude Children's Research Hospital. Quando perguntada se um álbum estava a caminho, Kardashian respondeu: "Não há nenhum álbum em andamento nem nada - apenas uma música que fizemos para Kourtney and Kim Take New York e um vídeo dirigido por Hype Williams, metade dos lucros que estamos doando para uma fundação de câncer, porque os pais de The-Dream e um dos meus pais morreram de câncer. É tudo diversão - com uma boa causa". A canção foi recebida com analises negativas dos críticos, e Kardahian admitiu posteriormente que não gostaria de ter feito a canção e que não tinha uma voz boa.
Ainda no mês de dezembro de 2010, o The Daily Beast relatou que os ganhos de Kardashian em 2010 foram os maiores entre as estrelas de reality shows de Hollywood, estimando-os em US$ 6 milhões.
Em abril de 2011, Kardashian lançou sua terceira fragrância "Gold". Em março de 2012, Kardashian estreou sua quarta fragrância, intitulada "True Reflection", trabalhando com a empresa Dress for Success para promovê-la. Em abril, o E! renovou Keeping Up with the Kardashians para duas temporadas adicionais, em um acordo avaliado em US$ 50 milhões. Em novembro de 2011, ela lançou o romance Dollhouse junto com as irmãs Kourtney e Khloé. Em outubro de 2012, Kardashian lançou sua quinta fragrância, "Glam", que "se baseia no glamour de seu estilo de vida de Hollywood", e foi disponibilizada através da Debenhams. No verão de 2012, Kardashian e sua família filmaram um videoclipe na República Dominicana com a canção "Hypnotize" de Notorious B.I.G.
No drama romântico Temptation: Confessions of a Marriage Counselor (2013), produzido, escrito e dirigido por Tyler Perry, Kardashian interpretou o papel de uma colega de trabalho de um terapeuta ambicioso. Enquanto o filme foi um sucesso de bilheteria moderado, com uma receita bruta mundial de US$ 53,1 milhões, a resposta da crítica foi negativa e Kardashian ganhou o Framboesa de Ouro de pior atriz coadjuvante.

### 2014-presente: Foco em redes sociais
Kardashian apareceu na capa e em um pictórico na edição de inverno da revista Paper em 2014, fotografada por Jean-Paul Goude. Na capa, suas nádegas nuas aparecem acima da legenda: "Break the Internet", o que gerou comentários consideráveis nas mídias sociais e tradicionais. As fotos mostram Kardashian com o cabelo preso em um coque, usando apenas um colar de pérolas, um par de brincos e luvas de cetim pretas e, na capa, com as costas nuas voltadas para a câmera, segurando um vestido de lantejoulas abaixo do corpo nu, nádegas lubrificadas, enquanto sorri para a câmera. Um escritor da revista Time comentou que, ao contrário dos nus anteriores de celebridades que representavam a rebelião das mulheres contra a sociedade reprimida e "tentando derrubar" barreiras, a exposição de Kardashian era "apenas provocação e fanfarronice, imagens repetidas que parecem nos oferecer algum tipo de verdade ou visão, mas são apenas egoístas. Queremos que haja algo mais, alguma razão ou contexto, alguma grande explicação que nos diga como é viver nos dias de hoje, mas não existe. A bunda de Kim Kardashian não é nada mas uma promessa vazia". No entanto, a façanha "estabeleceu uma nova referência" nas respostas das redes sociais, e o website da Paper recebeu 15.9 milhões de visualizações em um dia, em comparação com 25.000 visualizações em um dia normal.
Em 2017, Kim lançou a KKW Beauty, sua marca de cosméticos, e em 2019, a SKIMS, uma linha de shapewear. 

## Vida pessoal

### Casamentos
Em 2000, Kardashian, aos 19 anos, casou-se secretamente com o produtor musical Damon Thomas. Thomas pediu o divórcio em 2003. Kardashian mais tarde culpou a separação deles pelo abuso físico e emocional da parte dele, e disse que estava sob efeito de êxtase durante a cerimônia. Antes da conclusão de seu divórcio, Kardashian começou a namorar o cantor Ray J.
Em maio de 2011, Kardashian ficou noiva do jogador da NBA Kris Humphries, então do New Jersey Nets, com quem ela namorava desde outubro de 2010. Eles se casaram em uma cerimônia de casamento em 20 de agosto em Montecito, Califórnia. No início daquele mês, ela havia lançado sua "fragrância de casamento" chamada "Kim Kardashian Love", que coincidiu com seu próprio casamento. Um especial de TV em duas partes mostrando os preparativos e o casamento foi ao ar no E! no início de outubro de 2011, em meio ao que o The Washington Post chamou de "blitz da mídia" relacionada ao casamento. Após 72 dias de casamento, ela pediu o divórcio de Humphries em 31 de outubro, citando diferenças irreconciliáveis. Vários meios de comunicação presumiram que o casamento de Kardashian com Humphries era apenas um golpe publicitário para promover a marca da família Kardashian e seus empreendimentos televisivos subsequentes. Um homem que professa ser seu ex-publicitário, Jonathan Jaxson, também afirmou que seu casamento de curta duração foi de fato encenado e um estratagema para gerar dinheiro. Kardashian entrou com um processo contra Jaxson, dizendo que suas alegações eram falsas, e posteriormente resolveu o caso que incluía um pedido de desculpas de Jaxson. Uma petição amplamente divulgada pedindo para remover do ar toda a programação relacionada a Kardashian seguiu a separação. O divórcio foi objeto de ampla atenção da mídia.
Kardashian começou a namorar o rapper e amigo de longa data Ye em abril de 2012, quando ainda era legalmente casada com Humphries. Após seu divórcio ser finalizado em 3 de junho de 2013, Kardashian e West ficaram noivos em 21 de outubro, 33º aniversário de Kardashian, e se casaram em 24 de maio de 2014, em Forte Belvedere em Florença, Itália. Seu vestido de noiva foi desenhado por Riccardo Tisci da Givenchy com alguns dos vestidos de convidados desenhados pelo designer Michael Costello. O status elevado do casal e respectivas carreiras resultaram em seu relacionamento se tornando sujeito a uma cobertura da mídia pesada; o The New York Times se referiu ao casamento deles como "uma tempestade histórica de celebridades". Em janeiro de 2021, a CNN informou que o casal estava discutindo se divorciar e em 19 de fevereiro de 2021, Kardashian oficialmente pediu o divórcio. Em abril de 2021, os dois concordaram em tribunal que encerrariam seu casamento devido a "diferenças irreconciliáveis" e concordaram em manter a guarda conjunta de seus quatro filhos. Eles também concordaram que não precisam de apoio conjugal. Em março de 2022 foi aprovado o divórcio de Kardashian com West, então Kim teve seu nome e status de solteira novamente.

### Religião
Kardashian é cristã e se descreveu como "realmente religiosa". Ela foi educada em escolas cristãs das tradições presbiteriana e católica romana. Em outubro de 2019, ela foi batizada em uma cerimônia Apostólica Armênia no batistério no complexo da Catedral de Echemiazim e recebeu o nome armênio de Heghine (Հեղինէ).
Em abril de 2015, Kardashian e West viajaram para o Bairro Armênio da Cidade Antiga em Jerusalém para batizar sua filha North na Igreja Apostólica Armênia, uma das denominações mais antigas do Cristianismo Ortodoxo Oriental. A cerimônia aconteceu na Catedral de São Tiago. Khloé Kardashian foi nomeada madrinha de North. Em outubro de 2019, Kim batizou seus três filhos mais novos no batistério no complexo da Catedral de Etchmiadzin, a igreja mãe da Armênia. Psalm recebeu o nome armênio de Vardan, Chicago recebeu Ashkhen e Saint recebeu Grigor.

### Saúde e filhos
Kardashian e West têm quatro filhos: North (nascida em 15 de junho de 2013), Saint (nascido em 5 de dezembro de 2015), Chicago (nascido em 15 de janeiro de 2018), e Psalm (nascido em 9 de maio de 2019).
Kardashian discutiu publicamente as dificuldades durante suas duas primeiras gestações. Ela experimentou pré-eclâmpsia durante a primeira, o que a forçou a dar à luz com 34 semanas. Em ambas as gestações, ela sofreu placenta acreta após o parto, eventualmente sendo submetida a uma cirurgia para remover a placenta e o tecido cicatricial. Após sua segunda gravidez, os médicos a aconselharam a não engravidar novamente; seus dois filhos mais novos nasceram de barriga de aluguel. Kardashian também falou sobre sua psoríase.
Em maio de 2021, foi relatado que Kardashian tinha testado positivo para COVID-19 em novembro de 2020. Ela confirmou esta notícia, mas negou relatos de que ela contraiu a doença após dar uma festa em uma ilha privada.

### Roubo em Paris
Na madrugada de 3 de Outubro de 2016, durante o Paris Fashion Week, uma das semanas de moda mais conhecidas do mundo, Kim Kardashian teve seu quarto de hotel invadido por homens mascarados e armados e teve seus pertences roubados. Kim disse em diversas entrevistas que pensou a todo momento que iam matá-la. Até o momento, 17 pessoas conectadas ao roubo foram presas. As jóias não foram encontradas e estima-se que o roubo foi em torno de US$ 11 milhões de dólares, valor esse, não divulgado pela polícia.
Após o roubo, Kim tirou 3 meses de férias de todas as suas redes sociais e aplicativos, sendo esses comandados por sua assistente Stephanie Shepherd. Hoje, segue um estilo de vida um pouco mais cauteloso e não exibe mais jóias e bens em mídias públicas.

## Filmografia

### Cinema
| Ano  | Título                                          | Papel     |
| ---- | ----------------------------------------------- | --------- |
| 2008 | Disaster Movie                                  | Lisa      |
| 2009 | Deep in the Valley                              | Summa Eve |
| 2013 | Temptation: Confessions of a Marriage Counselor | Ava       |
| 2018 | Ocean's 8                                       | Ela mesma |
| 2021 | PAW Patrol: The Movie                           | Delores   |
| 2023 | PAW Patrol: The Mighty Movie                    | Delores   |
| 2026 | The Fifth Wheel                                 |           |

### Televisão
Como ela mesma
| Ano           | Título                          | Papel        | Notas            |
| ------------- | ------------------------------- | ------------ | ---------------- |
| 2007-2021     | Keeping Up with the Kardashians | Participante | Temporada 1-20   |
| 2008          | Dancing with the Stars          | Participante | Temporada 7      |
| 2011-2012     | Kourtney and Kim Take New York  | Participante | Temporada 1-2    |
| 2013          | Kourtney and Kim Take Miami     | Participante | Temporada 3      |
| 2022-presente | The Kardashians                 | Participante | Elenco principal |

Como atriz
| Ano       | Título                          | Papel                | Notas                                         |
| --------- | ------------------------------- | -------------------- | --------------------------------------------- |
| 2009      | How I Met Your Mother           | Ela mesma            | Episódio: "Benefits"                          |
| 2009      | Beyond the Break                | Elle                 | 4 episódios                                   |
| 2009      | Brothers                        | Ela mesma            | Episódio: "Meet Mike Trainor/Assistant Coach" |
| 2009      | CSI: NY                         | Debbie Fallon        | Episódio: "Second Chances"                    |
| 2010      | 90210                           | Ela mesma            | Episódio: "Senior Year, Baby"                 |
| 2012      | Last Man Standing               | Ela mesma            | Episódio: "Tree of Strife"                    |
| 2012      | 30 Rock                         | Ela mesma            | Episódio: "Live from Studio 6H"               |
| 2012      | Drop Dead Diva                  | Nikki LePree         | 4 episódios                                   |
| 2014      | American Dad!                   | Qurchhhh / Ela mesma | Episódio: "Blagsnarst, a Love Story"          |
| 2014      | 2 Broke Girls                   | Ela mesma            | Episódio: "And the Reality Problem"           |
| 2016      | Zoolander: Super Model          | Ela mesma            | Telefilme                                     |
| 2023-2024 | American Horror Story: Delicate | Siobhan Corbyn       | 9 episódios                                   |
| 2025      | All's Fair                      | Allura Grant         |                                               |

### Videoclipes
| Ano  | Título              | Artista(s)                                 |
| ---- | ------------------- | ------------------------------------------ |
| 2004 | "Dip It Low"        | Christina Milian                           |
| 2007 | "Thnks fr th Mmrs"  | Fall Out Boy                               |
| 2012 | "Come on a Cone"    | Nicki Minaj                                |
| 2013 | "Bound 2"           | Kanye West                                 |
| 2016 | "M.I.L.F. $"        | Fergie                                     |
| 2016 | "Wolves"            | Kanye West                                 |
| 2019 | "Best Friend's Ass" | Dimitri Vegas & Like Mike vs. Paris Hilton |